# Апасіоната (фільм, 1963)
«Апасіоната» (рос. «Аппассионата») — російський радянський художній фільм 1963 року режисера Юрія Вишинського за мотивами нарису Максима Горького «В. І. Ленін».

## У ролях
- Борис Смірнов
- Володимир Ємельянов
- Дарина Пєшкова
- Рудольф Керер
- Марк Бернес
- Таня Новічкова

## Творча група
- Сценарій: Михайло Анчаров, Юрій Вишинський
- Режисер-постановник: Юрій Вишинський
- Оператори-постановники: Володимир Яковлєв, Микола Ренков
- Композитори: Бетховен, Шопен
- Художник-постановник: Йосип Шпінель